# Fiez
Fiez is een gemeente en plaats in het Zwitserse kanton Vaud en maakt deel uit van het district Jura-Nord vaudois.
Fiez telt 380 inwoners.